# Площадь Святейшего Благовещения
Пьяцца делла Сантиссима Аннунциата (итал. Piazza della Santissima Annunziata) или площадь Святейшего Благовещения — одна из площадей Флоренции, Италия, на которой стоят прекрасно гармонирующие между собой сооружения в стиле итальянского Возрождения.

## Описание
На площадь выходят фасады следующих зданий:
- Базилика Сантиссима-Аннунциата постройки 1250 года; фасад был добавлен в 1601 году архитектором Джованни Баттиста Каччини;
- Оспедале дельи Инноченти — бывший приют для бездомных детей, построенный в первой половине XV века архитектором Филиппо Брунеллески[1];

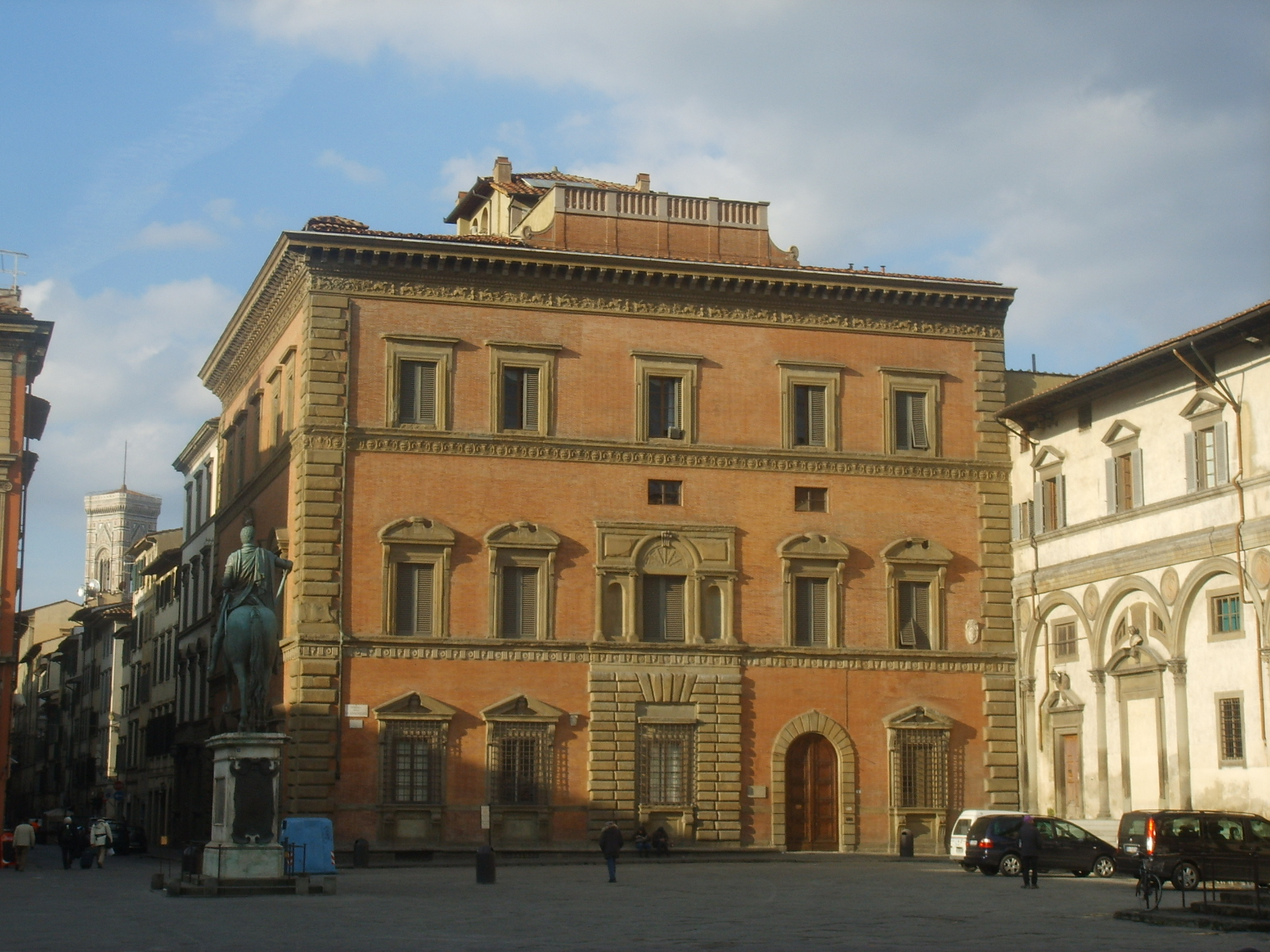
Палаццо Будини-Гаттаи. Слева — улица Серви, на заднем плане возвышается кампанила Джотто.

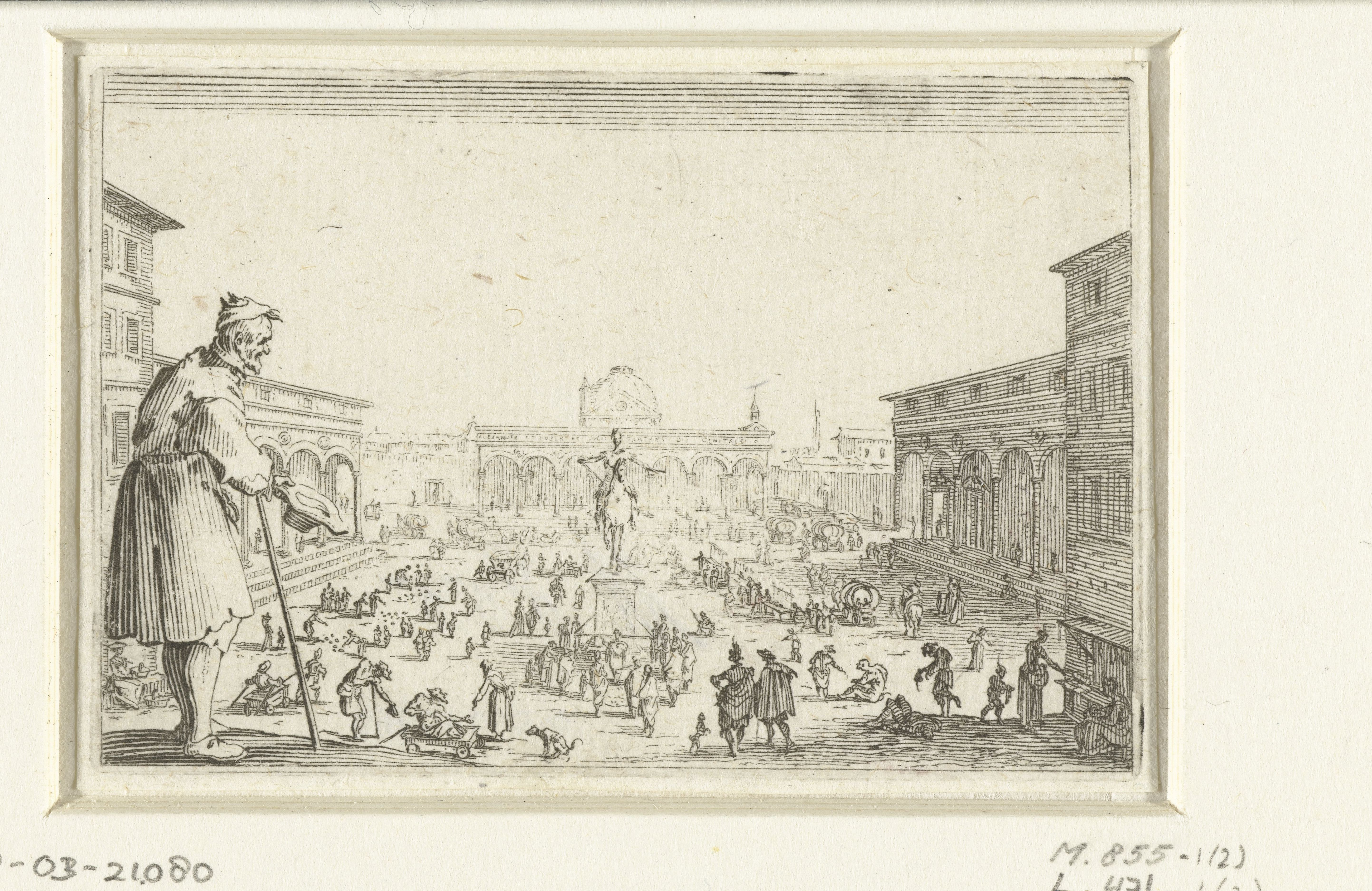
Площадь Святейшего Благовещения на гравюре 1621 года

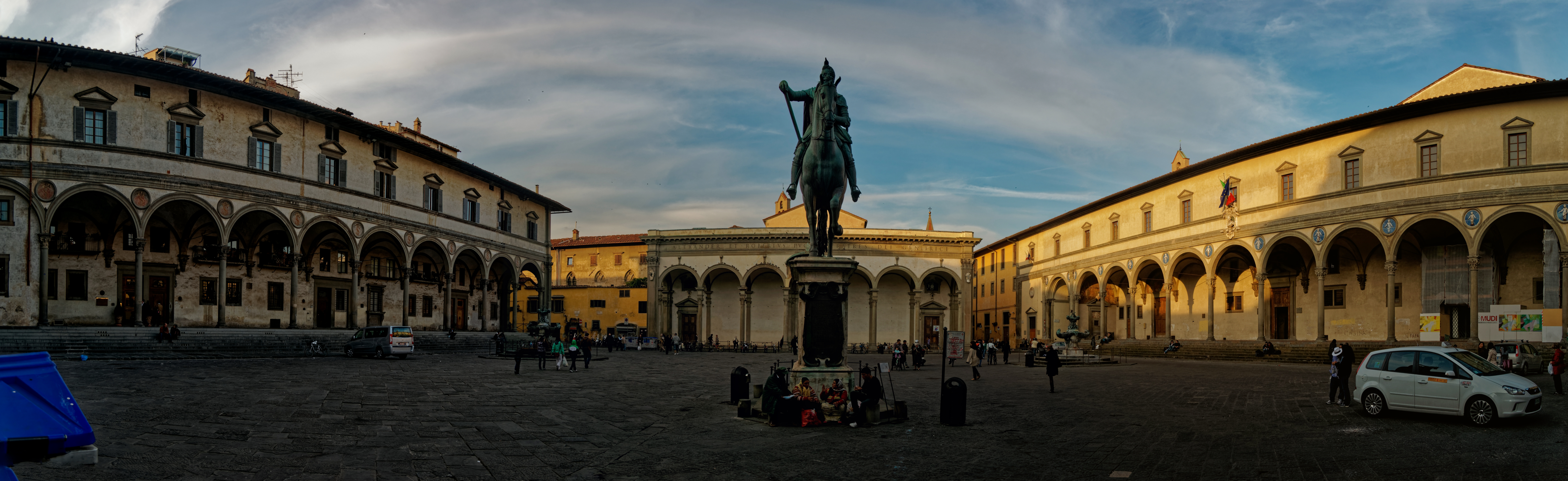
Площадь Святейшего Благовещения в 2010 году.

- Лоджия деи Серви де Мария[итал.], возведённая в подражание стилю Брунеллески архитекторами Антонио да Сангалло старшим и Баччо Д'Аньоло между 1516 и 1525 годами;
- Национальный археологический музей Флоренции в Палаццо делла Крочетта;
- Палаццо Грифони, ныне Палаццо Будини-Гаттаи[итал.] — шедевр Бартоломео Амманати, выполненный в период с 1557 по 1563 годы;
- Военно-географический институт, занимающий большую часть бывшего монастыря базилики Святейшего Благовещения.

На самой площади находятся:
- Конный памятник великому герцогу Тосканы Фердинанду I Медичи авторства Джамболонья, появившийся в центре площади в 1608 году. Статуя является аналогом памятника Козимо I Медичи, отцу Фердинанда, находящегося на площади Синьории;
- Два фонтана в стиле барокко, выполненные в 1640 году Пьетро Такка;

С юго-запада к площади примыкает улица Серви, ведущая прямо к собору Санта-Мария-дель-Фьоре.